# Kawasaki Ki-100
Kawasaki Ki-100 – japoński samolot myśliwski z okresu II wojny światowej.

## Historia
Problemy techniczne z silnikami rzędowymi Ha-40 i Ha-140, którymi napędzane były samoloty myśliwskie Kawasaki Ki-61 HIEN, wymusiły poszukiwanie nowego rozwiązania. Sztab Główny Lotnictwa Armii zalecił wykorzystanie, do ich napędu, sprawdzonych silników gwiazdowych Mitsubishi Ha-112-II Kinsei o mocy 1500 KM. Przydzielił przebudowanemu płatowcowi oznaczenie Ki-100 i zlecił szybkie opracowanie projektu i budowę prototypu. Zabudowa silnika gwiazdowego w miejsce rzędowego, stwarzała poważne problemy. Nowy silnik był prawie dwukrotnie szerszy od istniejącego kadłuba. Aby przezwyciężyć powstałe problemy, przeanalizowano konstrukcję niemieckiego samolotu myśliwskiego Focke-Wulf Fw 190. Wykorzystano też doświadczenia zdobyte w czasie konwersji bombowca nurkującego Yokosuka D4Y. Prototyp przebudowanego myśliwca został oblatany 1 lutego 1945 roku. W lutym i marcu powstały jeszcze dwa prototypy. Produkcja samolotu ruszyła w marcu 1945 roku. Trwała ona do połowy sierpnia. 

## Odmiany produkcyjne
Ki-100-I Ko - pierwsza wersja, powstała z wykorzystaniem kadłubów Ki-61-II Kai Ko. Powstały łącznie 272 sztuki tej wersji. 
Ki-100-I Otsu - powstała na bazie płatowca Ki-61-II Kai Hei. Posiadała ona kroplową osłonę kabiny pilota. Zbudowano 118 sztuk.
Ki-100-II - wysokościowy myśliwiec przechwytujący. Zbudowano tylko 3 prototypy tej wersji. Napędzane były silnikiem Mitsubishi Ha-112-II Ru z turbosprężarką zapewniającą lepsze osiągi na dużych wysokościach.

### Służba
Samoloty myśliwskie Kawasaki Ki-100, zostały użyte bojowo w ostatnich miesiącach II wojny światowej. Broniły one Japonii przed nalotami bombowców Boeing B-29 Superfortress.
Samolot ten nigdy nie otrzymał nazwy kodowej ze strony Aliantów, choć niektóre źródła podają, że używana była nazwa Tony.